# Замушки (Дубровенская волость)
Замушки — деревня в северной части Порховского района Псковской области. Входит в состав сельского поселения «Дубровенская волость».
Расположена в 40 км к северо-востоку от города Порхов и в 18 км к востоку от волостного центра, села Павы.
Численность населения деревни по состоянию на 2000 год составляла 35 жителей.
До 3 июня 2010 года деревня входила в состав ныне упразднённой Берёзовской волости, а до 26 марта 2015 года была в составе упраздненной Павской волости.